# Justo Lescano
Justo José Lescano (San Carlos Centro, provincia de Santa Fe, 3 de febrero de 1914 - Colón, provincia de Entre Ríos, 3 de diciembre de 1989) fue un futbolista argentino. Jugaba como marcador central y desarrolló su carrera en Rosario Central.

## Carrera

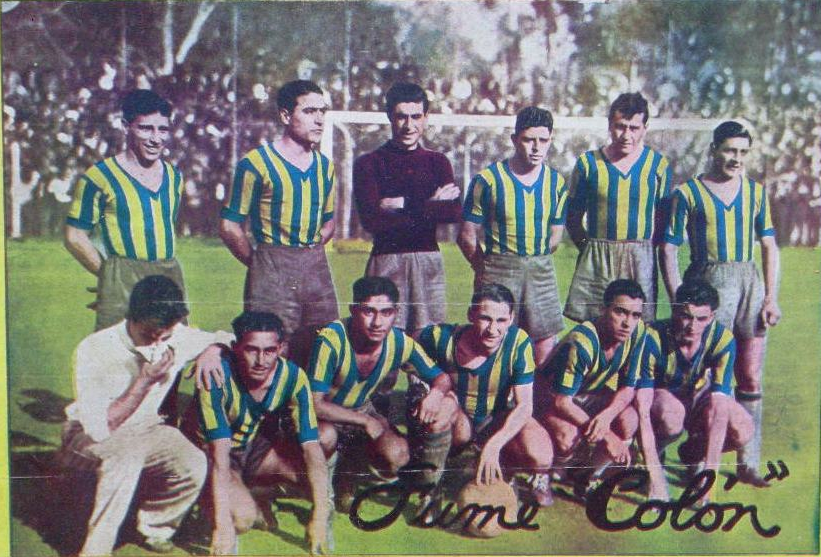
Rosario Central en 1937. Parados: Rafael Luongo, Justo Lescano, Pedro Aráiz, Ignacio Díaz, Germán Gaitán, Alberto Espeche; hincados: Rosario Gómez, Ricardo Cisterna, Benjamín Laterza, Salvador Laporta, Aníbal Maffei.

Su primera temporada en el primer equipo de Rosario Central fue en 1934, con el conjunto canalla aún jugando los torneos profesionales de la Asociación Rosarina de Fútbol. 
Su partido debut sucedió el 1 de julio, cuando el cuadro auriazul cayó derrotado 1-0 ante Nacional (actual Argentino de Rosario), en cotejo válido por la 1.ª fecha del Torneo Gobernador Luciano Molinas.
Para 1935 se afirmó en la titularidad de la zaga central junto a Ignacio Díaz, con quien compartió varias temporadas defendiendo los colores de la institución de Arroyito. Se consagró campeón del Torneo Preparación 1936, tras vencer en final desempate al clásico rival Newell's Old Boys por 3-2 y con Lescano como titular.

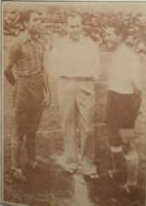
Lescano oficiando de capitán, junto al árbitro y su par de Tiro Federal.

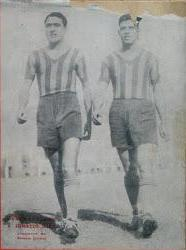
Justo Lescano con su compañero de zaga Ignacio Díaz.

En las dos temporadas siguientes Central hizo prevalecer su superioridad deportiva, sumando los títulos en el Molinas de 1937 y de 1938 y del Torneo Ivancich 1937. Estos fueron los dos últimos años del club con su primer equipo en Rosarina, ya que en 1939 pasó a jugar junto a Newell's el Campeonato de Primera División de AFA.
Continuó siendo habitual la presencia de Lescano en el once titular de Central; en 1941, ya sin su compañero de zaga Ignacio Díaz, participó de la campaña en la que el canalla perdió la categoría. En su última temporada en el fútbol profesional, contribuyó a que Rosario Central se coronara campeón de la Segunda División 1942 y lograra el consiguiente ascenso a la máxima categoría. Dejó el club tras vestir su casaca en 149 ocasiones.
Una vez retirado se dedicó a la práctica de la Odontología, título que adquirió mientras desempeñaba su carrera como futbolista, recibiéndose en la por entonces sede Rosario de la Universidad Nacional del Litoral (actual Universidad Nacional de Rosario).
Posteriormente, se trasladó a la ciudad de Villa Elisa, Entre Ríos. Allí desempeñó su profesión de odontólogo y fue una pieza clave en la fundación del Club Recreativo San Jorge (5 de mayo de 1950), institución en la cual se destacó como primer presidente y jugador. Por iniciativa del propio Lescano, el club viste los colores de Rosario Central. Actualmente, el estadio de San Jorge lleva el nombre de Justo José Lescano y es uno de los clubes más exitosos de la Liga Departamental de Fútbol de Colón.

## Clubes
| Club            | País      | Año       |
| --------------- | --------- | --------- |
| Rosario Central | Argentina | 1934-1942 |

## Palmarés

### Torneos nacionales
| Equipo          | País      | Título           | Año  |
| --------------- | --------- | ---------------- | ---- |
| Rosario Central | Argentina | Segunda División | 1942 |

### Torneos regionales oficiales
| Equipo          | País      | Título             | Año  |
| --------------- | --------- | ------------------ | ---- |
| Rosario Central | Argentina | Torneo Preparación | 1936 |
| Rosario Central | Argentina | Torneo Molinas     | 1937 |
| Rosario Central | Argentina | Torneo Ivancich    | 1937 |
| Rosario Central | Argentina | Torneo Molinas     | 1938 |